# Siniša Pavić
Siniša Pavić (Sinj, 22. siječnja 1933. – Vlasotince, 16. kolovoza 2024.) srbijanski je scenarist hrvatskoga porijekla, autor više TV serija.
Rođen je u Sinju 22. siječnja 1933. godine u hrvatskoj obitelji. Njegov otac Ante Pavić regrutiran je u austrougarsku vojsku kao mornar. Sudjelovao je u pobuni mornara u Boki kotorskoj 1917. godine. Zbog pobune, bio je zatvoren je u tvrđavi u Kotoru 8 mjeseci. Srpska vojska je oslobodila zatvorenike zbog čega je stekao veliko poštovanje prema srpskoj vojsci i narodu. Kada je imao pet godina Siniša Pavić je s obitelji preselio se u Beograd.
Diplomirao je na Pravnom fakultetu u Beogradu, 1956. godine. Pavić je pisao scenarije za TV serije: „Diplomci” (1971.), „Pozorište u kući” (epizode u razdoblju 1973. - 1975.), „Vruć vetar” (1980.), „Poslednji čin” (1981.), „Banjica” (1984.), „Bolji život” (1987.-1991.), „Srećni ljudi” (1992. - 1996.), „Porodično blago” (1998. - 2002.), „Stižu dolari” (2003. - 2005.), „Bela lađa” (2006. - 2008.) i mnoge druge.
Također je pisao i scenarije za filmove, kao što su: „Otpisani” (1974.), „Laf u srcu” (1981.), „Tijesna koža” (1982.), „Tijesna koža 3” (1988.), „Tijesna koža 4” (1991.)
Napisao je nekoliko knjiga koje su pretočene u filmove i serije kao što su: „Višnja na Tašmajdanu” i „Vruć vetar”.
Mnogo scenarija napravio je zajedno sa suprugom također scenaristicom Ljiljanom Pavić.